# Fred Shinton
Frederick Shinton, plus connu sous le nom de Fred Shinton (né le 7 février 1883 à Wednesbury dans les Midlands de l'Ouest et mort le 11 avril 1923 dans la même ville), est un joueur de football anglais qui évoluait au poste d'attaquant.

## Palmarès
| West Bromwich Albion - Championnat d'Angleterre D2 : - Meilleur buteur : 1906-07 (28 buts). |  | Leicester Fosse - Championnat d'Angleterre D2 : - Vice-champion : 1907-08. |  | Bolton Wanderers - Championnat d'Angleterre D2 : - Vice-champion : 1910-11. |